# Precejeni jogurt
Precejêni jógurt (tudi gŕški jógurt) je jogurt, ki je bil precejen, da se odstrani večina sirotke, kar ima za posledico gostejšo konsistenco kot pri običajnem jogurtu, hkrati pa še vedno ohranja značilen kiselkast okus. Tako kot mnoge vrste je tudi precejeni jogurt pogosto narejen iz mleka, obogatenega z zavrenjem vode ali z dodajanjem dodatne maslene maščobe in mleka v prahu. V Evropi in Severni Ameriki je pogosto narejen iz kravjega mleka z nizko vsebnostjo maščob ali brez maščob. Na Islandiji izdelujejo podoben izdelek z imenom skyr.